# Banda Municipal d'Alcanar
La Banda Municipal de Música d'Alcanar és una de les dues bandes de música d'Alcanar. És una banda municipal i se la coneix, popularment, com la banda blava. Actualment, la Banda Municipal està formada per un centenar de músics, l'entitat també compta amb una Banda Juvenil formada per 70 músics i una Banda Infantil de 30 músics més, fruit de l'ensenyament musical que ofereix l'Escola Municipal de Música d'Alcanar (EMMA). En aquesta escola s'imparteixen classes per a l'aprenentatge de llenguatge musical, instrument, conjunt instrumental i perfeccionament d'instrument. A la vegada també es prepara els músics per a l'accés als Conservatoris Professionals de Música del territori.
El 10 de març del 2020 va rebre la Creu de Sant Jordi.

## Història
La Banda Municipal de Música d'Alcanar es va fundar el 3 de juny de 1845, quan al pas de la reina Isabel II de Borbó per Alcanar, aquesta va concedir a l'escultor local, Miquel Gisbert, uns instruments de música, en reconeixement d'un treball que havia realitzat.
Desde llavors, diversos mestres-directors han estat al càrrec de la seva direcció: el director Gisbert, el director Julio Castell, el director Frías, el director Codorniu, el director José Quiles Simón o el director Rafael Bardissa. Actualment el director és Pascual Arnau Beltran de Sant Jordi.

## Actuacions[calcitació]
La Banda Municipal amenitza els actes festius de la població d'Alcanar i organitza, cada any, un concert de Primavera a Alcanar i un concert d'estiu a les Cases d'Alcanar. També organitza el Festival de Bandes de les Festes del Remei i el concert de Santa Cecília.
La Banda ha participat en diferents intercanvis a Catalunya, l'Estat espanyol i també a nivell internacional. Per exemple: en el “Complesso Bandístico Fornovese de Fornovo di Taro” (Itàlia, 1989), amb la “Sociedade Filarmonica Matos Galamba” d'Alcácer do Sal (Portugal, 2003), amb la “Banda de Música la Tafallesa” (Navarra, Sant Fermins 2007). També ha realitzat actuacions a Bordères sur l'Echez (França, 2009), o intercanvis amb la Banda de Música Santa Cecília de Dosbarrios (Toledo, 2014), amb el Concerto d'Armonia Valtaro (Alcanar, 2014) o amb la Banda de Música de Cortes (Navarra, 2016).
Al llarg de la seva història en destaquen diverses actuacions:
- La participació en el concurs "Alarde Musical" d'interpretació de pas-dobles de Vinaròs on es va concursar amb totes les bandes de la comarca i d'altres del nord de Castelló (1951) i on la banda va ser guardonada amb 1r Premi.
- La participació en el concurs d'interpretació de Bandes de Música que es realitzar a Televisió Espanyola, a través del programa "Gente Joven" (1985).
- El concert de Celebració del 150è aniversari de la Banda realitzat a Alcanar amb la participació de músics i ex-músics (1995).
- Els concerts realitzats a l'Auditori de Barcelona en el marc del Vè i XIè Festival de Bandes de Música Catalanes del 2006 i 2012.
- La participació en el III Certamen Internacional de Bandes de Música Vila de la Sénia, el 19 d'abril de 2009, on la Banda va rebre el 2n premi de segona secció, un reconeixement a l'esforç i el treball dels músics i el director.
- El 18 de juliol de 2014 passa ocupar un lloc molt destacat en la història de la Banda amb la participació al 128è Certamen Internacional de Bandes de Música “Ciutat de València”, fita històrica per a l'entitat.
- La participació en el Concurs de Bandes Simfòniques del XIVè Festival Internacional de Bandes de Música de Lleida “Fem Banda”, l'1 de juliol de 2017, on la Banda va rebre el 2n premi.